# GNU Guix
GNU Guix es un gestor de paquetes para el sistema operativo GNU. está basado en el Nix package manager con Guile Scheme APIs y se especializa en proveer exclusivamente software libre.

## Historia
El Proyecto GNU ha anunciado de noviembre de 2012, la primera versión de GNU Guix (pronunciado como un homófono de "geeks"), un gestor de paquetes funcional basado en Nix que proporciona, entre otras cosas, Guile Scheme APIs. El proyecto se inició en junio de 2012 por Ludovic Courtès, uno de los hackers de GNU Guile.

## Guix System Distribution
El proyecto Guix también desarrolla el Guix System Distribution (GuixSD for short), un sistema GNU instalable y completo con el kernel Linux-libre y el sistema de inicio GNU dmd.